# Microstegium
Microstegium és un gènere de plantes de la família de les poàcies, ordre de les poals, subclasse de les commelínides, classe de les liliòpsides, divisió dels magnoliofitins.

## Taxonomia
- M. willdenovianum Nees

(vegeu-ne una relació més exhaustiva a Wikispecies)

## Sinònims
(Els gèneres marcats amb un asterisc (*) són sinònims probables)
Coelarthron Hook. f., 
Ephebopogon Steud., nom. inval., 
*Ischnochloa Hook. f., 
Leptatherum Nees, 
Nemastachys Steud., 
Pollinia Trin., 
Psilopogon Hochst.